# Tema de Pototo (Para saber cómo es la soledad)
«Tema de Pototo (Para saber cómo es la soledad)» es la primera canción editada por la banda de rock argentino Almendra, y lanzada al mercado como sencillo en 1968. Fue compuesta por Luis Alberto Spinetta (1950-2012) y Edelmiro Molinari (1947).

## Historia
La letra del tema fue compuesta por Luis Alberto Spinetta para un compañero de colegio, Mario D'Alessandro, al recibir un telegrama con la noticia de su fallecimiento en un viaje a Bariloche. Spinetta escribió: «La soledad es un amigo que no está / es su palabra que no ha de llegar igual». Sin embargo, después Spinetta se enteró de que su amigo estaba vivo. Años más tarde, este amigo se convertiría en el dentista de la familia de Spinetta.
El tema cuenta no solo con los instrumentos eléctricos de los cuatro integrantes de la banda, sino con el acompañamiento de una orquesta, dirigida por Rodolfo Alchourron, que suma conjuntos de cuerdas y vientos, con una clara referencia inspiracional en The Beatles.

Al principio no poseíamos equipos para grabar, los que teníamos eran de audio: en vez de conectarle una bandeja gira disco le conectábamos las guitarras. Nuestro productor de entonces (Ricardo Kleiman) era amigo de la persona que trajo al país a un grupo inglés llamado The Tremeloes. Cuando estos se fueron, ese empresario les compró sus equipos. Kleiman pidió prestado esos equipamientos y así grabamos nuestro primer simple «El tema de Pototo» y «El mundo entre las manos» (editado en noviembre de 1968), sino no teníamos cómo.
Rodolfo García

En un primer momento, el sencillo fue un fracaso comercial, y Almendra no comenzaría a difundirse entre los jóvenes hasta la edición del sencillo «Hoy todo el hielo en la ciudad», lanzado a fines de ese mismo año. La fama llegaría con el primer long play, titulado Almendra a secas y lanzado en noviembre de 1969.
Al realizarse la edición en compact disc de este disco de larga duración, a comienzos de la década de 1990, se lo amplió con el agregado de todos los sencillos editados por Almendra durante su corta existencia, entre 1968 y 1970.

## Versiones
- Leonardo Favio publicó su versión con el nombre "Para saber cómo es la soledad" (subtítulo de la versión original de Almendra) en su álbum debut Fuiste Mía Un Verano, en 1969.
- Fabiana Cantilo grabó una versión de "Tema de Pototo" para su segundo álbum de homenaje al rock argentino titulado En la vereda del sol, publicado en 2009.
- Juan Carlos Baglietto grabó una versión de "Tema de Pototo" para su álbum " Acné " , publicado en 1986.
- Nacha Roldán participó con una versión de "Tema de Pototo" para el álbum colectivo "Raíz Spinetta" de 2014.